# Liz Pichon
Liz Pichon, född den 16 augusti 1963 i London, är en engelskspråkig barnboksförfattare och illustratör, mest känd för sin Tom Gates-bokserie som har översatts till flera språk.

## Böcker utgivna på svenska[3]
- 2002 – Månen skimrar silvervit – verser för barn vid dagens slut ISBN 91-526-2876-0
- 2002 – Måla skyn i guld och rött – verser för barn vid dagens slut ISBN 91-526-2875-2
- 2004 – Min storebror Boris ISBN 91-27-10525-3
- 2008 – De tre gräsliga små grisarna ISBN 9789171959393
- 2014 – Tom Gates fantastiska värld ISBN 9789150116649
- 2015 – Tom Gates bästa ursäkter (och andra bra grejer) ISBN 9789150116656
- 2015 – Tom Gates: Allt är underbart ISBN 9789150117370